# Bracon baicalensis
Bracon baicalensis (лат.) — вид паразитических наездников из семейства Braconidae. Россия: Иркутская область (Мельниково, окрестности Иркутска).

## Описание
Длина 2,5 мм. Основная окраска тела чёрная, ноги и передняя часть брюшка коричневато-жёлтые. Между 2-м и 3-и тергитом брюшка проходит глубокий шов. Усики тонкие, нитевидые. Вид был впервые описан в 2000 году российским гименоптерологом профессором Владимиром Ивановичем Тобиасом (ЗИН РАН, Санкт-Петербург) по типовым материалам с полуострова Камчатка. Включён в состав подрода Lucobracon.